# Грищенко, Василий Макарович
 Василий Макарович Грищенко  (5 апреля 1913, Ярославец — 18.03.1982) — советский военачальник, участник Великой Отечественной войны, начальник Иркутского высшего военного авиационного инженерного училища (1959—1970), генерал-майор инженерно-технической службы (27.04.1962).

## Биография
Родился 5 апреля 1913 года в г. Ярославец.
Окончил в 1928 году семь классов, затем – техникум механизации сельского хозяйства. 
С 1 июля 1933 года красноармеец РККА, с декабря 1933 курсант 2-й военной школы авиационных техников. 
С декабря 1936 года — инструктор, старший авиационный техник  2-й военной школы авиационных техников 2-й ВШАТ. 
С августа 1940 слушатель Военно-воздушной инженерной академии им. И.А. Жуковского. 
В 1944–1950 преподаватель и старший преподаватель эксплуатационного цикла Яновской ВШАТ позднее Киевского военного авиационного технического училища. 
С 1951 начальник самолетного цикла Киевского ВАТУ, инженер-майор. 
С декабря 1953 начальник учебного отдела 48-й ВАМШ, подполковник. 
С января 1955 заместитель начальника Иркутского высшего военного авиационного инженерного училища. 
С 1959 по 1970 начальник Иркутского высшего военного авиационного инженерного училища. С 1959 полковник. Звание генерал-майора инженерно-технической службы присвоено 27 апреля 1962. При нём в ИВАТУ продолжалась стабильная, кропотливая работа, со своей суровой сибирской спецификой подготовки кадров. 
Уволен в запас в 1970 (по болезни).
Умер 18 марта 1982 года.

## Семья
- Отец — Грищенко Макар
- Жена, Грищенко (Журид) Варвара Парфирьевна 1918 г.р.
- Сын, Грищенко Валерий Васильевич 1941 г.р.

1941 г.р.

## Награды
- Орден Красного Знамени 03.11.1953[3]
- Орден Красного Знамени 31.10.1967[4]
- Орден Красной Звезды(20.06.1949)[5],

- Медаль За боевые заслуги(03.11.1944)[6][7]
- Медаль «В ознаменование 100-летия со дня рождения Владимира Ильича Ленина» (6 апреля 1970)
- Медаль «За победу над Германией в Великой Отечественной войне 1941—1945 гг.» (9 мая 1945)[8]
- Юбилейная медаль «Двадцать лет Победы в Великой Отечественной войне 1941—1945 гг.» (7 мая 1965[9])
- Юбилейная медаль «Тридцать лет Победы в Великой Отечественной войне 1941—1945 гг.»[10]

- Медаль «Ветеран Вооружённых Сил СССР»
- Медаль «30 лет Советской Армии и Флота»[11]
- Юбилейная медаль «40 лет Вооружённых Сил СССР»[12]
- Юбилейная медаль «50 лет Вооружённых Сил СССР» (26 декабря 1967[13])
- Юбилейная медаль «60 лет Вооружённых Сил СССР» (28 января 1978[14])
- Медаль «За безупречную службу» I степени.
- Знак «Гвардия»
- Знак МО СССР «25 лет Победы в Великой Отечественной войне» (24 апреля 1970)

## Память
- На могиле установлен надгробный памятник
- Его имя увековечено в Главном Храме Вооружённых сил России, и навсегда запечатлено на мемориале «Дорога памяти» Грищенко Василий Макарович